# 蘇貝努伊峰
蘇貝努伊峰（Pic de Subenuix），是西班牙的山峰，位於西班牙東北部加泰羅尼亞，屬於比利牛斯山的一部分，海拔高度2,950米，人類在1880年7月首次登頂。
42°33′18″N 0°58′46″E / 42.55500°N 0.97944°E